# Gerbstedt
Gerbstedt é um município da Alemanha, situado no distrito de Mansfeld-Südharz, no estado de Saxônia-Anhalt. Tem 102,28 km² de área, e sua população em 2019 foi estimada em 7.072 habitantes.